# الواسطة (تعز)
الواسطة هي إحدى قرى الجمهورية اليمنية. تتبع جغرافيا لمحافظة تعز وإداريًا لمديرية سامع. يبلغ تعداد سكانها 1006 نسمة حسب الإحصاء الذي أجري عام 2004.